# فهرست رده‌بندی دهدهی دیوئی
رده‌بندی دهدهی دیوئی یک سیستم طبقه‌بندی موضوعی کتابخانه‌ای است. این سیستم رده‌بندی براساس نگرش فلسفی و کلی-جزئی تدوین شده و همه دانشها را دربر می‌گیرد. رده دیوئی صرفاً با اعداد کدگذاری شده (۱۰ رده اصلی ← ۱۰۰ رده فرعی ← ۱۰۰۰ رده جزئی) و به کمک اعداد اعشاری (با هزاران زیر رده موضوعی) گسترش می‌یابد.
ده اصلی، به ده رده فرعی و آن نیز هر کدام به ده رده جزئی (مجموعاً هزار رده) تقسیم شده‌است، آنگاه هزار رده جزئی موضوعی به‌وسیله اعداد اعشاری، بسته به نیاز، به هزاران زیررده موضوعی گسترش می‌یابد.

## ردهٔ ۰۰۰ – علوم کامپیوتر، اطلاع‌رسانی و کلیات
- ۰۰۰ علوم کامپیوتر، دانش و سیستمها
  - ۰۰۰ علوم کامپیوتر، دانش و کلیات
  - ۰۰۱ دانش
  - ۰۰۲ کتاب
  - ۰۰۳ سیستمها
  - ۰۰۴ داده‌پردازی و علوم کامپیوتر
  - ۰۰۵ برنامه‌نویسی، برنامه‌ها و داده‌های کامپیوتری
  - ۰۰۶ روش‌های خاص کامپیوتری
  - ۰۰۷ [اختصاص داده نشده]
  - ۰۰۸ [اختصاص داده نشده]
  - ۰۰۹ [اختصاص داده نشده]
- ۰۱۰ کتابشناسی
  - ۰۱۰ کتابشناسی
  - ۰۱۱ کتابشناسی‌های ویژه
  - ۰۱۲ کتابشناسی‌ها و فهرست آثار افراد خاص
  - ۰۱۳ کتابشناسی‌ها و فهرست آثار گروه‌های خاص نویسندگان
  - ۰۱۴ کتابشناسی‌ها و فهرست آثار مجهول‌المؤلف (بدون نویسنده یا با نام مستعار)
  - ۰۱۵ کتابشناسی‌ها و فهرست آثار منتشر شده در یک محل خاص
  - ۰۱۶ کتابشناسی‌ها و فهرست‌های موضوعی یا مربوط به یک رشته خاص
  - ۰۱۷ فهرست‌های عام
  - ۰۱۸ فهرست‌هایی که بر اساس نام مؤلف، سرشناسه، تاریخ انتشار یا شماره ثبت تنظیم شده‌اند
  - ۰۱۹ فهرست‌های قاموسی (واژه‌نامه‌ای)
- ۰۲۰ علوم کتابداری و اطلاع‌رسانی
  - ۰۲۰ علوم کتابداری و اطلاع‌رسانی
  - ۰۲۱ روابط کتابخانه‌ها، آرشیوها و مراکز اطلاع‌رسانی
  - ۰۲۲ مدیریت ساختمان
  - ۰۲۳ مدیریت کارکنان
  - ۰۲۴ استفاده نمی‌شود
  - ۰۲۵ مدیریت کتابخانه (امور فنی، آرشیوها و مراکز اطلاع‌رسانی)
  - ۰۲۶ کتابخانه‌ها، آرشیوها و مراکز اطلاع‌رسانی مربوط به یک رشته یا موضوعی
  - ۰۲۷ کتابخانه‌ها، آرشیوها و مراکز اطلاع‌رسانی عام
  - ۰۲۸ خواندن و استفاده از رسانه‌های دیگر اطلاع‌رسانی
  - ۰۲۹ استفاده نمی‌شود
- ۰۳۰ دائرةالمعارف‌های عمومی
  - ۰۳۰ دائرةالمعارف‌های عمومی
  - ۰۳۱ دائرةالمعارف‌های عمومی زبان انگلیسی آمریکایی
  - ۰۳۲ دائرةالمعارف‌های عمومی انگلیسی
  - ۰۳۳ دائرةالمعارف‌های عمومی ژرمنی-آلمانی
  - ۰۳۴ دائرةالمعارف‌های عمومی فرانسوی، پروونسال و کاتالان
  - ۰۳۵ دائرةالمعارف‌های عمومی ایتالیایی، رومانیایی و رومی
  - ۰۳۶ دائرةالمعارف‌های عمومی اسپانیایی و پرتغالی
  - ۰۳۷ دائرةالمعارف‌های عمومی اسلاوی (روسی)
  - ۰۳۸ دائرةالمعارف‌های عمومی اسکاندیناوی
  - ۰۳۹ دائرةالمعارف‌های عمومی دیگر زبان‌ها
- ۰۴۰ بیوگرافی
  - ۰۴۰ بیوگرافی
  - ۰۴۱ بیوگرافی در زبان انگلیسی آمریکایی
  - ۰۴۲ بیوگرافی در انگلیسی
  - ۰۴۳ بیوگرافی در ژرمنی-آلمانی
  - ۰۴۴ بیوگرافی در فرانسوی، پروونسال و کاتالان
  - ۰۴۵ بیوگرافی در ایتالیایی، رومانیایی و رومی
  - ۰۴۶ بیوگرافی در اسپانیایی و پرتغالی
  - ۰۴۷ بیوگرافی در اسلاوی (روسی)
  - ۰۴۸ بیوگرافی در اسکاندیناوی
  - ۰۴۹ بیوگرافی در دیگر زبان‌ها
- ۰۵۰ پی‌آیندهای عمومی و نمایه‌های آنها
  - ۰۵۰ پی‌آیندهای عمومی و نمایه‌های آنها
  - ۰۵۱ پی‌آیندهای عمومی انگلیسی آمریکایی و نمایه‌های آنها
  - ۰۵۲ پی‌آیندهای عمومی انگلیسی و نمایه‌های آنها
  - ۰۵۳ پی‌آیندهای عمومی ژرمنی-آلمانی و نمایه‌های آنها
  - ۰۵۴ پی‌آیندهای عمومی فرانسوی، پروونسال و کاتالان و نمایه‌های آنها
  - ۰۵۵ پی‌آیندهای عمومی ایتالیایی، رومانیایی و رومی و نمایه‌های آنها
  - ۰۵۶ پی‌آیندهای عمومی اسپانیایی و پرتغالی و نمایه‌های آنها
  - ۰۵۷ پی‌آیندهای عمومی اسلاوی (روسی) و نمایه‌های آنها
  - ۰۵۸ پی‌آیندهای عمومی اسکاندیناوی و نمایه‌های آنها
  - ۰۵۹ پی‌آیندهای عمومی دیگر زبان‌ها و نمایه‌های آنها
- ۰۶۰ انجمن‌ها، سازمان‌ها و موزه‌ها
  - ۰۶۰ سازمان‌های عمومی و علوم موزه‌داری
  - ۰۶۱ سازمان‌های عمومی آمریکای شمالی
  - ۰۶۲ سازمان‌های عمومی بریتانیا؛ انگلستان
  - ۰۶۳ سازمان‌های عمومی اروپای مرکزی؛ آلمان
  - ۰۶۴ سازمان‌های عمومی در فرانسه و موناکو
  - ۰۶۵ سازمان‌های عمومی در ایتالیا و مناطق همجوار
  - ۰۶۶ سازمان‌های عمومی در شبه جزیره ایبری و مناطق مجاور؛ اسپانیا
  - ۰۶۷ سازمان‌های عمومی اروپای شرقی؛ روسیه
  - ۰۶۸ سازمان‌های عمومی در دیگر مناطق جغرافیایی
  - ۰۶۹ علوم موزه‌داری
- ۰۷۰ رسانه‌های مستند، آموزشی، خبری و روزنامه‌نگاری و نشر
  - ۰۷۰ روزنامه و روزنامه‌نگاری
  - ۰۷۱ روزنامه و روزنامه‌نگاری در آمریکای شمالی
  - ۰۷۲ روزنامه و روزنامه‌نگاری در بریتانیا؛ انگلستان
  - ۰۷۳ روزنامه و روزنامه‌نگاری در اروپای مرکزی؛ آلمان
  - ۰۷۴ روزنامه و روزنامه‌نگاری در فرانسه و موناکو
  - ۰۷۵ روزنامه و روزنامه‌نگاری در ایتالیا و مناطق همجوار
  - ۰۷۶ روزنامه و روزنامه‌نگاری در شبه جزیره ایبری و مناطق مجاور؛ اسپانیا
  - ۰۷۷ روزنامه و روزنامه‌نگاری در اروپای شرقی؛ روسیه
  - ۰۷۸ روزنامه و روزنامه‌نگاری در کشورهای اسکاندیناوی
  - ۰۷۹ روزنامه و روزنامه‌نگاری در دیگر مناطق جغرافیایی
- ۰۸۰ مجموعه‌های عمومی
  - ۰۸۰ مجموعه‌های عمومی
  - ۰۸۱ مجموعه‌های عمومی زبان انگلیسی آمریکایی
  - ۰۸۲ مجموعه‌های عمومی انگلیسی
  - ۰۸۳ مجموعه‌های عمومی ژرمنی-آلمانی
  - ۰۸۴ مجموعه‌های عمومی فرانسوی، پروونسال و کاتالان
  - ۰۸۵ مجموعه‌های عمومی ایتالیایی، رومانیایی و رومی
  - ۰۸۶ مجموعه‌های عمومی اسپانیایی و پرتغالی
  - ۰۸۷ مجموعه‌های عمومی زبان‌های اسلاوی (روسی)
  - ۰۸۸ مجموعه‌های عمومی زبان‌های اسکاندیناوی
  - ۰۸۹ مجموعه‌های عمومی به زبان‌های دیگر
- ۰۹۰ نسخه‌های خطی و کتاب‌های نادر
  - ۰۹۰ نسخه‌های خطی و کتاب‌ها و سایر مواد چاپی نایاب
  - ۰۹۱ نسخه‌های خطی
  - ۰۹۲ چاپ سنگی
  - ۰۹۳ کتاب‌های چاپ پیش از ۱۵۰۱م (انکونابولا)
  - ۰۹۴ کتاب‌های چاپی (:تا ۱۷۰۰م و چاپ‌های مخصوص)
  - ۰۹۵ کتاب‌های دارای صحافی باارزش
  - ۰۹۶ کتاب‌های دارای تصاویر (یا مواد به‌کاررفته) باارزش
  - ۰۹۷ کتاب‌های دارای مالکیت یا منشأ باارزش
  - ۰۹۸ آثار ممنوعه، جعلی و تقلبی
  - ۰۹۹ کتاب‌های دارای شکل و ظاهر قابل توجه

## ردهٔ ۱۰۰ – فلسفه و روان‌شناسی
- ۱۰۰ فلسفه
  - ۱۰۰ فلسفه و مباحث آن
  - ۱۰۱ نظریه
  - ۱۰۲ مطالب گوناگون
  - ۱۰۳ واژه‌نامه
  - ۱۰۴ به کار برده نمی‌شود–قبلاً مقالات
  - ۱۰۵ پی‌آیندها
  - ۱۰۶ سازمان‌ها و مدیریت
  - ۱۰۷ آموزش، پژوهش و مباحث مربوط به فلسفه
  - ۱۰۸ تاریخ و توصیف برحسب گروه‌های اشخاص
  - ۱۰۹ بررسی‌های تاریخی و سرگذشتانه‌های جمعی فلسفه
- ۱۱۰ مابعدالطبیعه (حکمت نظری)
  - ۱۱۰ مابعدالطبیعه
  - ۱۱۱ هستی‌شناسی
  - ۱۱۲ به کار برده نمی‌شود–قبلاً متدولوژی
  - ۱۱۳ کیهان‌شناسی (فلسفه طبیعت)
  - ۱۱۴ فضا و مکان
  - ۱۱۵ زمان
  - ۱۱۶ تغییر
  - ۱۱۷ ساختار
  - ۱۱۸ نیرو و انرژی
  - ۱۱۹ عدد و کمیت
- ۱۲۰ معرفت‌شناسی
  - ۱۲۰ معرفت‌شناسی، علیت و انسان
  - ۱۲۱ معرفت‌شناسی (نظریه شناخت)
  - ۱۲۲ علیت
  - ۱۲۳ جبر و اختیار
  - ۱۲۴ غایت‌شناسی
  - ۱۲۵ به کار برده نمی‌شود–قبلاً بی‌نهایت
  - ۱۲۶ نفس (خود) «آگاهی و شخصیت»
  - ۱۲۷ ناآگاه و ناخودآگاه
  - ۱۲۸ انسان (نوع بشر)
  - ۱۲۹ منشأ و سرنوشت روح افراد
- ۱۳۰ پیراروان‌شناسی و علوم غریبه
  - ۱۳۰ پیراروان‌شناسی و علوم غریبه
  - ۱۳۱ فنون پیراروان‌شناسی و علوم غریبه
  - ۱۳۲ به کار برده نمی‌شود–قبلاً اختلالات روانی
  - ۱۳۳ موضوعات خاص در پیراروان‌شناسی و علوم غریبه
  - ۱۳۴ به کار برده نمی‌شود–قبلاً خواب مغناطیسی و روشن بینی
  - ۱۳۵ رؤیاها و رازواره‌ها
  - ۱۳۶ به کار برده نمی‌شود–قبلاً ویژگی‌های روانی
  - ۱۳۷ خط‌شناسی
  - ۱۳۸ قیافه‌شناسی
  - ۱۳۹ جمجمه‌خوانی
- ۱۴۰ مکاتب و دیدگاه‌های خاص فلسفی
  - ۱۴۰ مکاتب خاص فلسفی
  - ۱۴۱ ایده‌آلیسم و مباحث وابسته
  - ۱۴۲ فلسفه انتقادی
  - ۱۴۳ برگسونیسم و شهودگرایی
  - ۱۴۴ انسان‌گرایی (اومانیسم) و مباحث وابسته
  - ۱۴۵ احساس‌گرایی
  - ۱۴۶ طبیعت‌گرایی (ناتورالیسم) و مباحث وابسته
  - ۱۴۷ همه‌خدایی (وحدت وجود) و مباحث وابسته
  - ۱۴۸ لیبرالیسم، التقاطی‌گری، همتایی، سنت‌گرایی و جزم‌اندیشی
  - ۱۴۹ سایر نظامها و مکاتب فلسفی
- ۱۵۰ روان‌شناسی
  - ۱۵۰ روان‌شناسی
  - ۱۵۱ به کار برده نمی‌شود–قبلاً عقل
  - ۱۵۲ ادراک، حرکت، هیجانها و انگیزش‌های فیزیولوژیکی (سائقه‌ها)
  - ۱۵۳ هوش، عقل و قوای ذهنی
  - ۱۵۴ روان‌شناسی ناخودآگاه و دگرگونی حالت‌های ضمیر
  - ۱۵۵ روان‌شناسی افتراتی و روان‌شناسی رشد
  - ۱۵۶ روان‌شناسی تطبیقی
  - ۱۵۷ به کار برده نمی‌شود–قبلاً هیجان
  - ۱۵۸ روان‌شناسی عملی
  - ۱۵۹ به کار برده نمی‌شود–قبلاً اراده
- ۱۶۰ منطق
  - ۱۶۰ منطق
  - ۱۶۱ استقرا
  - ۱۶۲ قیاس و استنتاج
  - ۱۶۳ اختصاص داده نشده یا دیگر استفاده نمی‌شود
  - ۱۶۴ اختصاص داده نشده یا دیگر استفاده نمی‌شود
  - ۱۶۵ مغالطات و سرچشمه‌های اشتباه
  - ۱۶۶ قیاس صوری، قیاس منطقی
  - ۱۶۷ فرضیه (پنداشت)
  - ۱۶۸ برهان و استدلال
  - ۱۶۹ تمثیل
- ۱۷۰ اخلاق (فلسفه اخلاقی)
  - ۱۷۰ اخلاق
  - ۱۷۱ نظام‌ها و مکاتب اخلاقی
  - ۱۷۲ اخلاق سیاسی
  - ۱۷۳ اخلاق خانواده
  - ۱۷۴ اخلاق اقتصادی، شغلی و حرفه‌ای
  - ۱۷۵ اخلاق در تفریحات، سرگرمی‌ها و اوقات فراغت
  - ۱۷۶ اخلاق جنسی و توالد
  - ۱۷۷ اخلاق اجتماعی
  - ۱۷۸ اخلاق مصرف
  - ۱۷۹ دیگر معیارهای اخلاقی
- ۱۸۰ فلسفه قدیم، قرون وسطی و شرق
  - ۱۸۰ ۱۸۰ فلسفه قدیم، قرون وسطی و شرق
  - ۱۸۱ فلسفه شرق
  - ۱۸۲ فلسفه یونانی پیش از سقراط
  - ۱۸۳ سوفسطائیان، سقراط و فلسفه‌های یونانی وابسته
  - ۱۸۴ فلسفه افلاطون و افلاطونیان
  - ۱۸۵ فلسفه ارسطو (فلسفه مشاء) و ارسطوییان
  - ۱۸۶ فلسفه شکاکان و نوافلاطونیان
  - ۱۸۷ فلسفه اپیکور و اپیکوریان
  - ۱۸۸ فلسفه رواقیان
  - ۱۸۹ فلسفه غرب در قرون وسطی (مدرسی و اسلامی)
- ۱۹۰ فلسفه جدید
  - ۱۹۰ فلسفه جدید غرب (مسیحیت، اروپایی و…)
  - ۱۹۱ فلسفه جدید در آمریکا و کانادا
  - ۱۹۲ فلسفه جدید در انگلستان
  - ۱۹۳ فلسفه جدید در آلمان و اتریش
  - ۱۹۴ فلسفه جدید در فرانسه
  - ۱۹۵ فلسفه جدید در ایتالیا
  - ۱۹۶ فلسفه جدید در اسپانیا و پرتغال
  - ۱۹۷ فلسفه جدید در شوروی سابق (روسیه)
  - ۱۹۸ فلسفه جدید در اسکاندیناوی
  - ۱۹۹ فلسفه جدید در دیگر مناطق جهان

## ردهٔ ۲۰۰ –دین
- ۲۰۰ دین
  - ۲۰۰ دین
  - ۲۰۱ اساطیر مذهبی، آموزش‌های عمومی دین، نگرش‌ها و روابط میان ادیان، الهیات اجتماعی
  - ۲۰۲ نظریه‌ها
  - ۲۰۳ عبادت عمومی و شیوه‌های دیگر
  - ۲۰۴ تجربه دینی، زندگی، تمرین
  - ۲۰۵ اخلاق مذهبی
  - ۲۰۶ رهبران و سازمان
  - ۲۰۷ مبلغان و آموزش‌های مذهبی
  - ۲۰۸ منابع
  - ۲۰۹ فرقه‌ها و جنبش اصلاحات
- ۲۱۰ الهیات طبیعی
  - ۲۱۱ مفهوم خدا
  - ۲۱۲ وجود، قابلیت شناخت و صفات خدا
  - ۲۱۳ آفرینش
  - ۲۱۴ عدل الهی
  - ۲۱۵ علم و دین
  - ۲۱۶ به کار برده نمی‌شود-قبلاً شر
  - ۲۱۷ به کار برده نمی‌شود-قبلاً نماز
  - ۲۱۸ انسان
  - ۲۱۹ به کار برده نمی‌شود-قبلاً چندخدایی
- ۲۲۰ کتاب مقدس
  - ۲۲۱ عهد قدیم
  - ۲۲۲ بخش‌های تاریخی عهد قدیم
  - ۲۲۳ بخش‌های شاعرانه عهد قدیم
  - ۲۲۴ بخش‌های نبوی عهد قدیم
  - ۲۲۵ عهد جدید
  - ۲۲۶ اناجیل و اعمال رسولان
  - ۲۲۷ رسالت رسولان
  - ۲۲۸ کتاب مکاشفه
  - ۲۲۹ اسفار مجعوله و کتاب‌هایی که در دوره بین عهد قدیم و عهد جدید نوشته شده‌اند
- ۲۳۰ الاهیات مسیحیت
  - ۲۳۱ خدا
  - ۲۳۲ عیسی مسیح و خاندانش؛ مسیح‌شناسی
  - ۲۳۳ انسان
  - ۲۳۴ رستگاری و فیض الاهی
  - ۲۳۵ موجودات روحانی (فرشتگان)
  - ۲۳۶ معادشناسی
  - ۲۳۷ به کار برده نمی‌شود-قبلاً موعود
  - ۲۳۸ اعتقادنامه‌ها، اقرارنامه‌ها
  - ۲۳۹ دوره‌های تعلیمات دینی، دفاعیه‌ها و ردیه‌ها
- ۲۴۰ اخلاق و عبادات مسیحی
  - ۲۴۱ اخلاق مسیحی
  - ۲۴۲ عبادات
  - ۲۴۳ نوشته‌های بشارتی برای افراد و خانواده‌ها
  - ۲۴۴ به کار برده نمی‌شود-قبلاً داستان‌های مذهبی
  - ۲۴۵ به کار برده نمی‌شود-قبلاً سرود مذهبی
  - ۲۴۶ هنر در مسیحیت
  - ۲۴۷ تجهیز و تزیین کلیسا و لوازم آن
  - ۲۴۸ مناسک، اعمال و زندگی مسیحی
  - ۲۴۹ شعایر مذهبی در زندگی خانوادگی
- ۲۵۰ کلیسای محلی و مراسم دین مسیحی
  - ۲۵۱ موعظه (فن موعظه)
  - ۲۵۲ متون موعظه
  - ۲۵۳ روحانیت و وظایف آنان (الاهیات روحانیت)
  - ۲۵۴ اداره کلیسای محلی
  - ۲۵۵ مجامع و مراسم دینی
  - ۲۵۶ به کار برده نمی‌شود-قبلاً جوامع مذهبی
  - ۲۵۷ به کار برده نمی‌شود-قبلاً مدارس وابسته به کلیسای بخش‌ها، کتابخانه‌ها و غیره
  - ۲۵۸ به کار برده نمی‌شود-قبلاً درمان و کلیسا
  - ۲۵۹ فعالیت‌های گروهه‌ای کلیسایی
- ۲۶۰ الاهیات اجتماعی مسیحی
  - ۲۶۱ الاهیات اجتماعی
  - ۲۶۲ کلیساشناسی
  - ۲۶۳ روزها، زمان‌ها و مکان‌های مراسم مذهبی
  - ۲۶۴ عبادات عمومی
  - ۲۶۵ دیگر مراسم، تشریفات، فرائض و آیین‌های مقدس
  - ۲۶۶ هیئت‌های مذهبی
  - ۲۶۷ انجمنهای مذهبی
  - ۲۶۸ آموزش و تعلیمات دینی
  - ۲۶۹ بیداری روحانی
- ۲۷۰ بررسی تاریخی و جغرافیایی کلیسای رسمی (تاریخ کلیسا)
  - ۲۷۱ جماعت‌ها و گروه‌های کلیسایی در تاریخ کلیسا
  - ۲۷۲ شکنجه و آزار در تاریخ عمومی کلیسا
  - ۲۷۳ مشاجرات عقیدتی و بدعت‌ها و ارتداد در تاریخ عمومی کلیسا
  - ۲۷۴ کلیسای مسیحی در اروپا
  - ۲۷۵ کلیسای مسیحی در آسیا
  - ۲۷۶ کلیسای مسیحی در آفریقا
  - ۲۷۷ کلیسای مسیحی در آمریکای شمالی
  - ۲۷۸ کلیسای مسیحی در آمریکای جنوبی
  - ۲۷۹ کلیسای مسیحی در دیگر مناطق
- ۲۸۰ فرق و مذاهب کلیسای مسیحی
  - ۲۸۱ کلیساهای اولیه، کلیساهای شرق و ارتدکس
  - ۲۸۲ کلیسای کاتولیک رومی
  - ۲۸۳ کلیساهای انگلیکان
  - ۲۸۴ فرقه‌های پروتستان و منشأ آن در اروپا و سازمان‌های مربوط به آن
  - ۲۸۵ پرسبیترین‌ها، کلیسای اصلاح‌شده آمریکایی و کلیساهای جماعتی
  - ۲۸۶ باپتسیت‌ها (کلیساهای تعمیدی)، حواریون مسیح و کلیساهای آدونتیست
  - ۲۸۷ کلیساهای متودیست
  - ۲۸۸ به کار برده نمی‌شود-قبلاً یکتاپرستی
  - ۲۸۹ دیگر فرق و مذاهب مسیحی
- ۲۹۰ دین‌شناسی تطبیقی و ادیان
  - ۲۹۱ دین‌شناسی تطبیقی
  - ۲۹۲ ادیان یونان و روم
  - ۲۹۳ ادیان ژرمنی
  - ۲۹۴ ادیان هندی
  - ۲۹۵ دین زرتشت (آیین مزدا، آیین پارسیان قدیم)
  - ۲۹۶ دین یهود
  - ۲۹۷ اسلام (در اینجا با تفصیل بیشتری ببینید)
  - ۲۹۸ به کار برده نمی‌شود-قبلاً مورمونی
  - ۲۹۹ ادیان دیگر

## ردهٔ ۳۰۰ – علوم اجتماعی
- ۳۰۰ علوم اجتماعی، جامعه‌شناسی و مردم‌شناسی
  - ۳۰۰ علوم اجتماعی
  - ۳۰۱ جامعه‌شناسی و مردم‌شناسی
  - ۳۰۲ روابط اجتماعی
  - ۳۰۳ روندهای اجتماعی
  - ۳۰۴ عوامل مؤثر بر رفتار اجتماعی
  - ۳۰۵ گروه‌های اجتماعی
  - ۳۰۶ فرهنگ و نهادها
  - ۳۰۷ جوامع
  - ۳۰۸ به کار برده نمی‌شود-قبلاً رفتارسنجی 
  - ۳۰۹ به کار برده نمی‌شود-قبلاً پیشینه جامعه‌شناسی
- ۳۱۰ آمار عمومی
  - ۳۱۱ به کار برده نمی‌شود-قبلاً تئوری‌ها و روش‌ها 
  - ۳۱۲ به کار برده نمی‌شود-قبلاً جمعیت
  - ۳۱۳ به کار برده نمی‌شود-قبلاً مباحث ویژه
  - ۳۱۴ آمار عمومی اروپا
  - ۳۱۵ آمار عمومی آسیا
  - ۳۱۶ آمار عمومی آفریقا
  - ۳۱۷ آمار عمومی آمریکای شمالی
  - ۳۱۸ آمار عمومی آمریکای جنوبی
  - ۳۱۹ آمار عمومی سایر نقاط جهان
- ۳۲۰ علوم سیاسی (سیاست و حکومت)
  - ۳۲۱ نظام‌های حکومتی و دولت‌ها
  - ۳۲۲ روابط دولت با گروه‌های متشکل اجتماعی و اعضای آنها
  - ۳۲۳ حقوق مدنی و سیاسی
  - ۳۲۴ روندهای سیاسی
  - ۳۲۵ مهاجرت بین‌المللی و استعمار
  - ۳۲۶ بردگی و رهایی
  - ۳۲۷ روابط بین‌الملل
  - ۳۲۸ روندهای قانونگذاری
  - ۳۲۹ اختصاص داده نشده یا به کار برده نمی‌شود
- ۳۳۰ اقتصاد
  - ۳۳۱ اقتصاد کار
  - ۳۳۲ اقتصاد مالی
  - ۳۳۳ اقتصاد زمین
  - ۳۳۴ تعاونی‌ها
  - ۳۳۵ سوسیالیسم و نظام‌های وابسته
  - ۳۳۶ مالیه عمومی
  - ۳۳۷ اقتصاد بین‌المللی
  - ۳۳۸ تولید
  - ۳۳۹ اقتصاد کلان و مباحث وابسته
- ۳۴۰ حقوق
  - ۳۴۱ حقوق بین‌الملل
  - ۳۴۲ حقوق اساسی و اداری
  - ۳۴۳ حقوق نظامی، مالکیت عمومی، مالیه عمومی، مالیات و حقوق صنعتی
  - ۳۴۴ حقوق اجتماعی، کار، رفاه، بهداشت، ایمنی، آموزش و پرورش و حقوق فرهنگی
  - ۳۴۵ حقوق جزا
  - ۳۴۶ حقوق خصوصی
  - ۳۴۷ دادرسی و دادگاه‌های مدنی
  - ۳۴۸ قوانین، مقررات و دعاوی
  - ۳۴۹ حقوق کشورهای خاص
- ۳۵۰ علوم اداری و نظامی
  - ۳۵۱ اداره حکومت‌های مرکزی
  - ۳۵۲ اداره حکومت‌های محلی
  - ۳۵۳ امور اداری ایالات متحده و حکومت‌های ایالتی
  - ۳۵۴ امور اداری حکومت‌های مرکزی خاص، علوم اداری بین‌المللی
  - ۳۵۵ علوم نظامی
  - ۳۵۶ پیاده‌نظام و رزم پیاده
  - ۳۵۷ سواره نظام و رزم سواره
  - ۳۵۸ نیروها و خدمات هوایی و تخصصی، مهندسی نظامی و خدمات وابسته
  - ۳۵۹ نیروی دریایی و رزم دریایی
- ۳۶۰ خدمات اجتماعی؛ انجمن‌ها
  - ۳۶۱ مشکلات و خدمات اجتماعی
  - ۳۶۲ مسائل و خدمات رفاهی اجتماعی
  - ۳۶۳ سایر مشکلات و خدمات اجتماعی
  - ۳۶۴ جرمشناسی
  - ۳۶۵ نهادهای کیفری
  - ۳۶۶ انجمنها
  - ۳۶۷ باشگاه‌های عمومی
  - ۳۶۸ بیمه
  - ۳۶۹ انواع گوناگون انجمن‌ها
- ۳۷۰ آموزش و پرورش
  - ۳۷۱ سازمان و مدیریت مدارس؛ آموزش‌های ویژه
  - ۳۷۲ آموزش ابتدایی
  - ۳۷۳ آموزش متوسطه
  - ۳۷۴ آموزش بزرگسالان
  - ۳۷۵ برنامه‌های درسی
  - ۳۷۶ به کار برده نمی‌شود-قبلاً آموزش زنان 
  - ۳۷۷ به کار برده نمی‌شود-قبلاً آموزش اخلاقی 
  - ۳۷۸ آموزش عالی
  - ۳۷۹ مقررات، نظارت و کمک‌های دولت به آموزش و پرورش
- ۳۸۰ بازرگانی، ارتباطات، و حمل و نقل
  - ۳۸۱ بازرگانی داخلی
  - ۳۸۲ بازرگانی بین‌المللی
  - ۳۸۳ پست و خدمات پستی
  - ۳۸۴ ارتباط؛ ارتباط از راه دور
  - ۳۸۵ حمل و نقل با راه‌آهن
  - ۳۸۶ حمل و نقل داخلی با قایق‌ها و کشتی‌های رودخانه پیما
  - ۳۸۷ حمل و نقل آبی، هوایی و فضایی
  - ۳۸۸ حمل و نقل زمینی
  - ۳۸۹ اوزان و استانداردها
- ۳۹۰ آداب و رسوم، آداب معاشرت و فرهنگ عامه
  - ۳۹۱ پوشاک و آرایش شخصی
  - ۳۹۲ آداب و رسوم ادوار زندگی و زندگی شخصی
  - ۳۹۳ آداب و رسوم مرگ
  - ۳۹۴ آداب و رسوم عمومی
  - ۳۹۵ آداب معاشرت
  - ۳۹۶ به کار برده نمی‌شود-قبلاً موقعیت زنان و درمان
  - ۳۹۷ به کار برده نمی‌شود-قبلاً آداب کنارگذاشته شده 
  - ۳۹۸ فرهنگ عامه
  - ۳۹۹ آداب و رسوم جنگ و دیپلماسی

## ردهٔ ۴۰۰ – زبان
- ۴۰۰ زبان
  - ۴۰۰ زبان
  - ۴۰۱ فلسفه و نظریه
  - ۴۰۲ مطالب گوناگون
  - ۴۰۳ واژه‌نامه‌ها، دائرةالمعارف‌ها و کشف‌اللّغات
  - ۴۰۴ موضوعات خاص
  - ۴۰۵ پی‌آیندها (نشریات)
  - ۴۰۶ سازمان‌ها و مدیریت
  - ۴۰۷ آموزش، پژوهش و موضوع‌های وابسته
  - ۴۰۸ بررسی‌های زبانی بر حسب انواع اشخاص
  - ۴۰۹ بررسی‌های جغرافیایی و اشخاص
- ۴۱۰ زبانشناسی
  - ۴۱۱ نظام‌های نوشتاری
  - ۴۱۲ ریشه‌شناسی
  - ۴۱۳ واژه‌نامه
  - ۴۱۴ واج‌شناسی (فونولوژی)
  - ۴۱۵ دستور زبان (نظام‌های ساختاری)
  - ۴۱۶ به کار برده نمی‌شود-قبلاً لحن (زبان)
  - ۴۱۷ لهجه‌شناسی و زبانشناسی تاریخی
  - ۴۱۸ کاربرد استاندارد؛ زبانشناسی کاربردی
  - ۴۱۹ زبان‌های ساختاریِ کلامی به غیر از زبان‌های گفتاری و نوشتاری
- ۰فا۴ زبان فارسی (در اینجا با تفصیل بیشتری ببینید)
- ۴۲۰ زبان انگلیسی و انگلوساکسون (انگلیسی قدیم)
  - ۴۲۱ نظام نوشتاری و واج‌شناسی انگلیسی
  - ۴۲۲ ریشه‌شناسی انگلیسی
  - ۴۲۳ واژه‌نامه‌های انگلیسی
  - ۴۲۴ به کار برده نمی‌شود-قبلاً اصلاحنامه‌های انگلیسی
  - ۴۲۵ گرامر انگلیسی
  - ۴۲۶ به کار برده نمی‌شود-قبلاً English prosodies
  - ۴۲۷ تغییرات تاریخی و جغرافیایی و تغییرات جدید غیرجغرافیایی
  - ۴۲۸ کاربرد زبان انگلیسی معیار؛ زبانشناسی کاربردی
  - ۴۲۹ آنگلوساکسون
- ۴۳۰ زبان‌های ژرمنی (توتونی)؛ زبان آلمانی
  - ۴۳۱ نظام نوشتاری و واج‌شناسی آلمانی
  - ۴۳۲ ریشه‌شناسی آلمانی
  - ۴۳۳ واژه‌نامه‌های آلمانی
  - ۴۳۴ به کار برده نمی‌شود
  - ۴۳۵ گرامر آلمانی
  - ۴۳۶ به کار برده نمی‌شود
  - ۴۳۷ تغییرات تاریخی و جغرافیایی و تغییرات جدید غیرجغرافیایی
  - ۴۳۸ کاربرد زبان آلمانی معیار؛ زبانشناسی کاربردی
  - ۴۳۹ دیگر زبان‌های آلمانی
- ۴۴۰ زبان‌های رومانس؛ زبان فرانسوی
  - ۴۴۱ نظام نوشتاری و واج‌شناسی فرانسوی
  - ۴۴۲ ریشه‌شناسی فرانسوی
  - ۴۴۳ واژه‌نامه‌های فرانسوی
  - ۴۴۴ به کار برده نمی‌شود
  - ۴۴۵ گرامر فرانسوی
  - ۴۴۶ به کار برده نمی‌شود
  - ۴۴۷ تغییرات تاریخی و جغرافیایی و تغییرات جدید غیرجغرافیایی
  - ۴۴۸ کاربرد زبان فرانسوی معیار؛ زبانشناسی کاربردی
  - ۴۴۹ زبان پروونسال و کاتالان
- ۴۵۰ زبان‌های ایتالیایی، رومانیایی و رتورومانیک
  - ۴۵۱ نظام نوشتاری و واج‌شناسی ایتالیایی
  - ۴۵۲ ریشه‌شناسی ایتالیایی
  - ۴۵۳ واژه‌نامه‌های ایتالیایی
  - ۴۵۴ به کار برده نمی‌شود
  - ۴۵۵ گرامر ایتالیایی
  - ۴۵۶ به کار برده نمی‌شود
  - ۴۵۷ تغییرات تاریخی و جغرافیایی و تغییرات جدید غیرجغرافیایی
  - ۴۵۸ کاربرد زبان ایتالیایی معیار؛ زبانشناسی کاربردی
  - ۴۵۹ رومانیایی و روتورماتیک
- ۴۶۰ زبان‌های اسپانیایی و پرتغالی
  - ۴۶۱ نظام نوشتاری و واج‌شناسی اسپانیایی
  - ۴۶۲ ریشه‌شناسی اسپانیایی
  - ۴۶۳ واژه‌نامه‌های ایتالیایی
  - ۴۶۴ به کار برده نمی‌شود
  - ۴۶۵ گرامر اسپانیایی
  - ۴۶۶ به کار برده نمی‌شود
  - ۴۶۷ تغییرات تاریخی و جغرافیایی و تغییرات جدید غیرجغرافیایی
  - ۴۶۸ کاربرد زبان اسپانیایی معیار؛ زبانشناسی کاربردی
  - ۴۶۹ پرتغالی
- ۴۷۰ زبان‌های ایتالیک؛ لاتین
  - ۴۷۱ نظام نوشتاری و واج‌شناسی لاتین کلاسیک
  - ۴۷۲ ریشه‌شناسی لاتین کلاسیک
  - ۴۷۳ واژه‌نامه‌های لاتین کلاسیک
  - ۴۷۴ به کار برده نمی‌شود
  - ۴۷۵ گرامر لاتین کلاسیک
  - ۴۷۶ به کار برده نمی‌شود
  - ۴۷۷ زبان لاتین باستان (فبل از کلاسیک)، بعد از کلاسیک و عامیانه
  - ۴۷۸ کاربرد زبان لاتین کلاسیک
  - ۴۷۹ دیگر زبان‌های ایتالیک
- ۴۸۰ زبان‌های هلنی؛ یونانی کلاسیک
  - ۴۸۲ ریشه‌شناسی یونانی کلاسیک
  - ۴۸۳ واژه‌نامه‌های یونانی کلاسیک
  - ۴۸۴ به کار برده نمی‌شود
  - ۴۸۵ گرامر یونانی کلاسیک
  - ۴۸۶ به کار برده نمی‌شود
  - ۴۸۷ زبان یونانی فبل و بعد از کلاسیک
  - ۴۸۸ کاربرد زبان یونانی کلاسیک
  - ۴۸۹ دیگر زبان‌های هلنی
- ۴۹۰ دیگر زبان‌ها
  - ۴۹۱ زبان‌های هند و اروپایی شرقی و سلتی
  - ۴۹۲ زبان‌های آفریقایی-آسیایی (حامی و سامی)؛ زبان‌های سامی
  - ۴۹۳ زبان‌های آفریقایی-آسیایی غیر سامی
  - ۴۹۴ زبان‌های اورال آلتایی، سیبریایی و دراویدی
  - ۴۹۵ زبان‌های شرقی و جنوب شرقی آسیا
  - ۴۹۶ زبان‌های آفریقایی
  - ۴۹۷ زبان‌های بومی آمریکای شمالی
  - ۴۹۸ زبان‌های بومی آمریکای جنوبی
  - ۴۹۹ زبان‌های اقیانوسیه و زبان‌های متفرقه

## ردهٔ ۵۰۰ – علوم
- ۵۰۰ علوم
  - ۵۰۰ علوم طبیعی و ریاضی
  - ۵۰۱ فلسفه و نظریه
  - ۵۰۲ مطالب گوناگون
  - ۵۰۳ واژه‌نامه‌ها و دائرةالمعارف‌ها
  - ۵۰۴ به کار برده نمی‌شود 
  - ۵۰۵ پی‌آیندها (نشریات)
  - ۵۰۶ سازمان‌ها و مدیریت
  - ۵۰۷ آموزش، پژوهش و مباحث وابسته
  - ۵۰۸ تاریخ طبیعی
  - ۵۰۹ بررسی‌های تاریخی، جغرافیایی، اشخاص
- ۵۱۰ ریاضیات
  - ۵۱۱ مباحث عمومی
  - ۵۱۲ جبر و نظریه اعداد
  - ۵۱۳ حساب
  - ۵۱۴ توپولوژی (مکان‌شناسی)
  - ۵۱۵ آنالیز
  - ۵۱۶ هندسه
  - ۵۱۷ به کار برده نمی‌شود 
  - ۵۱۸ محاسبات عددی
  - ۵۱۹ احتمالات و ریاضیات کاربردی
- ۵۲۰ نجوم و علوم وابسته
  - ۵۲۱ مکانیک سماوی
  - ۵۲۲ فنون، تجهیزات، مواد
  - ۵۲۳ اجرام و پدیده‌های خاص سماوی
  - ۵۲۴ به کار برده نمی‌شود 
  - ۵۲۵ زمین (جغرافیای نجومی)
  - ۵۲۶ جغرافیای ریاضی
  - ۵۲۷ نجوم دریایی
  - ۵۲۸ تقویم‌های نجومی
  - ۵۲۹ گاه‌نگاری
- ۵۳۰ فیزیک
  - ۵۳۱ مکانیک؛ مکانیک جامدات
  - ۵۳۲ مکانیک سیالات؛ مکانیک مایعات
  - ۵۳۳ مکانیک گازها (پتوماتیک)
  - ۵۳۴ صوت و ارتعاشهای و ابسته
  - ۵۳۵ نور و تشعشعهای وابسته
  - ۵۳۶ گرما
  - ۵۳۷ برق و الکترونیک
  - ۵۳۸ مغناطیس
  - ۵۳۹ فیزیک نوین
- ۵۴۰ شیمی و علوم وابسته
  - ۵۴۱ شیمی نظری و شیمی فیزیک
  - ۵۴۲ فنون، تجهیزات، مواد
  - ۵۴۳ شیمی تجزیه
  - ۵۴۴ تجزیه کیفی
  - ۵۴۵ تجزیه کمّی
  - ۵۴۶ شیمی معدنی
  - ۵۴۷ شیمی آلی
  - ۵۴۸ بلورشناسی
  - ۵۴۹ کانی‌شناسی
- ۵۵۰ علوم زمین
  - ۵۵۱ زمین‌شناسی، آب‌شناسی و هواشناسی
  - ۵۵۲ سنگ‌شناسی
  - ۵۵۳ زمین‌شناسی اقتصادی
  - ۵۵۴ زمین‌شناسی اروپا
  - ۵۵۵ زمین‌شناسی آسیا
  - ۵۵۶ زمین‌شناسی آفریقا
  - ۵۵۷ زمین‌شناسی آمریکای شمالی
  - ۵۵۸ زمین‌شناسی آمریکای جنوبی
  - ۵۵۹ زمین‌شناسی دیگر مناطق جهان
- ۵۶۰ دیرین‌شناسی؛ دیرین‌شناسی جانوری
  - ۵۶۱ دیرین‌شناسی گیاهی
  - ۵۶۲ فسیل بی مهرگان
  - ۵۶۳ فسیل تک‌یاختگان، شبه جانوران، کیسه تنان، خارپوستان و شاخه‌های وابسته
  - ۵۶۴ فسیل نرمتنان و شبه نرمتنان
  - ۵۶۵ فسیل سایر بی مهرگان
  - ۵۶۶ فسیل مهره داران
  - ۵۶۷ فسیل مهره داران خونسرد
  - ۵۶۸ فسیل پرندگان
  - ۵۶۹ فسیل پستانداران
- ۵۷۰ علوم زیستی
  - ۵۷۱ فیزیولوژی
  - ۵۷۲ بیوشیمی، مردم‌شناسی زیستی
  - ۵۷۳ بیوفیزیک
  - ۵۷۴ زیست‌شناسی
  - ۵۷۵ تکامل و ژنتیک
  - ۵۷۶ میکروبیولوژی
  - ۵۷۷ بوم‌شناسی
  - ۵۷۸ کاربرد میکروسکوپ در زیست‌شناسی
  - ۵۷۹ جمع‌آوری و نگهداری نمونه زیستی
- ۵۸۰ علوم گیاهی / گیاهان
  - ۵۸۱ گیاه‌شناسی
  - ۵۸۲ گیاهان دانه‌دار
  - ۵۸۳ دولپه‌ای‌ها
  - ۵۸۴ تک‌لپه‌ای‌ها
  - ۵۸۵ بازدانگان
  - ۵۸۶ نهانزادان (گیاهان بیدانه)
  - ۵۸۷ نهانزادان آوندی (پتریدوفیدها)
  - ۵۸۸ بریوفیتها
  - ۵۸۹ تالوفیت‌ها و پروکاریوت‌ها
- ۵۹۰ علوم جانوری / جانوران
  - ۵۹۱ جانورشناسی
  - ۵۹۲ بی‌مهرگان
  - ۵۹۳ تک‌یاختگان، شبه جانوران، کیسه تنان، خارپوستان و شاخه‌های وابسته
  - ۵۹۴ نرمتنان و شبه نرمتنان
  - ۵۹۵ سایر بی‌مهرگان
  - ۵۹۶ مهره‌داران
  - ۵۹۷ مهره‌داران خونسرد
  - ۵۹۸ پرندگان
  - ۵۹۹ پستانداران

## ردهٔ ۶۰۰ –علوم کاربردی
- ۶۰۰ علوم کاربردی
  - ۶۰۰ تکنولوژی
  - ۶۰۱ فلسفه و نظریه
  - ۶۰۲ مطالب گوناگون
  - ۶۰۳ واژه‌امه‌ها و دائرةالمعارف‌ها
  - ۶۰۴ موضوعات خاص
  - ۶۰۵ پی‌آیندها (نشریات)
  - ۶۰۶ سازمان‌ها
  - ۶۰۷ آموزش، پژوهش و موضوعات وابسته
  - ۶۰۸ اختراعات و ثبت اختراعات
  - ۶۰۹ بررسی‌های تاریخی، جغرافیایی و اشخاص
- ۶۱۰ علوم پزشکی؛ پزشکی
  - ۶۱۱ کالبدشناسی، یاخته‌شناسی، بافت‌شناسی
  - ۶۱۲ فیزیولوژی انسان
  - ۶۱۳ بهداشت عمومی و فردی
  - ۶۱۴ پزشکی قانونی، شیوع بیماری و پیشگیری
  - ۶۱۵ داروشناسی و درمان
  - ۶۱۶ بیماریها
  - ۶۱۷ جراحی و موضوعات وابسته
  - ۶۱۸ پزشکی زنان و دیگر شاخه‌های پزشکی
  - ۶۱۹ پزشکی تجربی
- ۶۲۰ مهندسی و عملیات وابسته
  - ۶۲۱ فیزیک کاربردی
  - ۶۲۲ مهندسی معدن و عملیات وابسته
  - ۶۲۳ مهندسی نظامی و دریایی
  - ۶۲۴ مهندسی عمران (راه و ساختمان)
  - ۶۲۵ مهندسی راه‌آهن، راه‌ها و بزرگراه‌ها
  - ۶۲۶ به کار برده نمی‌شود 
  - ۶۲۷ مهندسی هیدرولیک
  - ۶۲۸ مهندسی بهداشت و خدمات شهری، مهندسی حفاظت از محیط زیست
  - ۶۲۹ شاخه‌های دیگر مهندسی
- ۶۳۰ کشاورزی
  - ۶۳۱ فنون، ابزار، مواد
  - ۶۳۲ آسیبها، آفات و بیماری‌های گیاهان
  - ۶۳۳ فراورده‌های زراعی
  - ۶۳۴ باغهای میوه، میوه‌ها، جنگل و جنگلداری
  - ۶۳۵ باغبانی (فراورده‌های باغ)؛ سبزی‌ها
  - ۶۳۶ دامپروری
  - ۶۳۷ لبنیات و فراورده‌های وابسته
  - ۶۳۸ پرورش حشره‌ها
  - ۶۳۹ شکار، ماهیگیری، حفاظت از منابع زیستی و فنون مربوطه
- ۶۴۰ اقتصاد و زندگی خانوادگی
  - ۶۴۱ خوردنی‌ها و آشامیدنی‌ها
  - ۶۴۲ غذا و پذیرایی
  - ۶۴۳ مسکن و لوازم خانگی
  - ۶۴۴ وسایل رفاهی خانه
  - ۶۴۵ اثاثیه منزل
  - ۶۴۶ دوزندگی، پوشاک، آرایش و مدیریت زندگی شخصی و خانوادگی
  - ۶۴۷ مدیریت اماکن عمومی
  - ۶۴۸ اداره امور منزل، خانه‌داری
  - ۶۴۹ بچه داری و پرستاری از بیماران و معلولان
- ۶۵۰ مدیریت و خدمات اداری
  - ۶۵۱ خدمات دفتری
  - ۶۵۲ ارتباطات مکتوب
  - ۶۵۳ تندنویسی
  - ۶۵۴ به کار برده نمی‌شود 
  - ۶۵۵ به کار برده نمی‌شود 
  - ۶۵۶ به کار برده نمی‌شود 
  - ۶۵۷ حسابداری
  - ۶۵۸ مدیریت عمومی
  - ۶۵۹ آگهی‌های تجارتی و روابط عمومی
- ۶۶۰ مهندسی شیمی
  - ۶۶۱ تکنولوژی مواد شیمیایی صنعتی
  - ۶۶۲ تکنولوژی مواد منفجره، سوخت‌ها
  - ۶۶۳ صنایع نوشابه سازی
  - ۶۶۴ صنایع غذایی
  - ۶۶۵ صنایع نفت، گاز، موم و روغن
  - ۶۶۶ سرامیک و صنایع وابسته
  - ۶۶۷ رنگ، رنگزدایی و صنایع وابسته
  - ۶۶۸ تکنولوژی سایر محصولات آلی
  - ۶۶۹ متالورژی
- ۶۷۰ مصنوعات
  - ۶۷۱ فلزکاری و مواد اولیه فلزی
  - ۶۷۲ آهن، فولاد و سایر آلیاژهای آهن
  - ۶۷۳ فلزات غیر آهنی
  - ۶۷۴ الوار، چوب و چوب پنبه
  - ۶۷۵ صنایع چرم و پوست
  - ۶۷۶ کاغذسازی و خمیر کاغذ
  - ۶۷۷ نساجی
  - ۶۷۸ الاستومر و محصولات الاستومری
  - ۶۷۹ دیگر فراورده‌ها از مواد خاص
- ۶۸۰ تولید برای مصارف خاص
  - ۶۸۱ ابزار و آلات دقیق
  - ۶۸۲ فراورده‌های آهنگری
  - ۶۸۳ ظروف فلزی و وسایل خانگی
  - ۶۸۴ اثاث خانه و کارگاه‌های خانگی
  - ۶۸۵ کالاهای چرمی و پوستی و مصنوعات وابسته
  - ۶۸۶ چاپ و فنون وابسته
  - ۶۸۷ پوشاک و ابزار آن
  - ۶۸۸ فراورده‌های دیگر و تکنولوژی بسته‌بندی
  - ۶۸۹ به کار برده نمی‌شود
- ۶۹۰ ساختمان
  - ۶۹۱ مصالح ساختمانی
  - ۶۹۲ کارهای جنبی ساختمان
  - ۶۹۳ ساختمان‌سازی با مصالح خاص برای مقاصد خاص
  - ۶۹۴ ساختمانهای چوبی؛ نجاری
  - ۶۹۵ پوشاندن سقف
  - ۶۹۶ تأسیسات
  - ۶۹۷ مهندسی گرمایش، تهویه و تهویه مطبوع
  - ۶۹۸ نازک کاری (روکاری)
  - ۶۹۹ به کار برده نمی‌شود

## ردهٔ ۷۰۰ –هنر
- ۷۰۰ هنرها
  - ۷۰۰ هنرهای زیبا و تزیینی
  - ۷۰۱ فلسفه و نظریه هنرهای زیبا و تزیینی
  - ۷۰۲ مطالب گوناگون هنرهای زیبا و تزیینی
  - ۷۰۳ واژه‌نامه‌ها و دائرةالمعارف‌های هنرهای زیبا و تزیینی
  - ۷۰۴ موضوعات خاص هنرهای زیبا و تزیینی
  - ۷۰۵ پی‌آیندها (نشریات) هنرهای زیبا و تزیینی
  - ۷۰۶ سازمان‌ها و مدیریت هنرهای زیبا و تزیینی
  - ۷۰۷ آموزش، پژوهش و مباحث وابسته در هنرهای زیبا و تزیینی
  - ۷۰۸ نگارخانه‌ها (گالری‌ها)، موزه‌ها و مجموعه‌های خصوصی هنرهای زیبا و تزیینی
  - ۷۰۹ بررسی تاریخی جغرافیایی و اشخاص در هنرهای زیبا و تزیینی
- ۷۱۰ هنر طراحی شهری و منظره سازی
  - ۷۱۱ برنامه‌ریزی منطقه‌ای (هنر طراحی شهری)
  - ۷۱۲ منظره سازی
  - ۷۱۳ منظره سازیگذرها و خیابان‌ها
  - ۷۱۴ آب در طراحی مناظر
  - ۷۱۵ گیاهان درختی در طراحی مناظر
  - ۷۱۶ گیاهان غیر درختی در طراحی مناظر
  - ۷۱۷ ساختمان در طراحی مناظر
  - ۷۱۸ منظره سازی گورستان‌ها
  - ۷۱۹ مناظر طبیعی
- ۷۲۰ معماری
  - ۷۲۱ ساخت در معماری
  - ۷۲۲ معماری از ابتدا تا ۳۰۰ میلادی
  - ۷۲۳ معماری قرون وسطی، ۳۰۰ تا ۱۳۹۹م
  - ۷۲۴ معماری جدید از ۱۴۰۰م-
  - ۷۲۵ ساختمان‌های عمومی
  - ۷۲۶ ساختمان‌های مذهبی
  - ۷۲۷ ساختمان‌های آموزشی و تحقیقاتی
  - ۷۲۸ ساختمان‌های مسکونی
  - ۷۲۹ طرح و تزیین ساختمان و لوازم آن
- ۷۳۰ هنرهای تجسمی؛ پیکرتراشی
  - ۷۳۱ روش‌ها و موضوع پیکرتراشی
  - ۷۳۲ پیکرتراشی از آغاز تا ۵۰۰ میلادی
  - ۷۳۳ پیکرتراشی یونانی، اتروریایی و رومی
  - ۷۳۴ پیکرتراشی از ۵۰۰ تا ۱۳۹۹م
  - ۷۳۵ پیکرتراشی از ۱۴۰۰م-
  - ۷۳۶ کنده‌کاری و منقورات
  - ۷۳۷ سکه‌شناسی و مُهرنگاری
  - ۷۳۸ سرامیک و سفالگری
  - ۷۳۹ فلزکاری هنری
- ۷۴۰ طراحی و هنرهای تزیینی
  - ۷۴۱ طرح و طراحی
  - ۷۴۲ پرسپکتیو
  - ۷۴۳ طرح و طراحی‌های موضوع
  - ۷۴۴ به کار برده نمی‌شود
  - ۷۴۵ هنرهای تزیینی
  - ۷۴۶ هنرها و صنایع دستباف
  - ۷۴۷ تزیین داخلی (دکوراسیون)
  - ۷۴۸ شیشه
  - ۷۴۹ اسباب و اثاثیه
- ۷۵۰ نقاشی و نقاشی‌ها
  - ۷۵۱ فنون، ابزار و مواد و فرم‌ها
  - ۷۵۲ رنگ
  - ۷۵۳ سمبولیک، تمثیلی، اسطوره‌ای و افسانه ای
  - ۷۵۴ نقاشی از زندگی روزمره
  - ۷۵۵ مذهب و سمبولیسم
  - ۷۵۶ به کار برده نمی‌شود 
  - ۷۵۷ پیکر انسان و اعضای او
  - ۷۵۸ دیگر موضوعات
  - ۷۵۹ بررسی‌های تاریخی، جغرافیایی و اشخاص
- ۷۶۰ هنرهای گرافیک؛ چاپ و باسمه کاری (گراوور)
  - ۷۶۱ نقش برجسته (چاپ قالبی، رولیف)
  - ۷۶۲ به کار برده نمی‌شود
  - ۷۶۳ لیتوگرافی
  - ۷۶۴ چاپ رنگی، عکس رنگی
  - ۷۶۵ حکاکی روی فلز (گراوورسازی)
  - ۷۶۶ قلم زنی و هنرهای وابسته
  - ۷۶۷ حکاکی با اسید و بدون اسید
  - ۷۶۸ به کار برده نمی‌شود
  - ۷۶۹ چاپ
- ۷۷۰ عکس و عکاسی
  - ۷۷۱ فنون، ابزار و مواد
  - ۷۷۲ نمک‌های فلزی
  - ۷۷۳ چاپ عکس رنگی
  - ۷۷۴ هولوگرافی (عکس سه بعدی)
  - ۷۷۵ عکاسی دیجیتال
  - ۷۷۶ هنر کامپیوتر
  - ۷۷۷ سینماتوگرافی و ویدئوگرافی
  - ۷۷۸ رشته‌ها و انواع خاص عکاسی و فعالیت‌های وابسته
  - ۷۷۹ عکس‌ها
- ۷۸۰ موسیقی
  - ۷۸۱ اصول کلی و فرم‌های موسیقی
  - ۷۸۲ موسیقی آوازی
  - ۷۸۳ موسیقی آوازی تک‌صدایی، آواز
  - ۷۸۴ سازها، گروه‌های سازی و موسیقی آنها
  - ۷۸۵ گروه‌های سازی فقط با یک ساز برای هر قسمت
  - ۷۸۶ سازهای شستی دار (کلاویه‌دار)، مکانیکی، الکترونیک و ضربی
  - ۷۸۷ سازهای زهی؛ سازهای زهی آرشه‌ای
  - ۷۸۸ سازهای بادی
  - ۷۸۹ اختصاص داه نشده یا به کار برده نمی‌شود (در ایران رده: موسیقی ایران)
- ۷۹۰ سرگرمی‌ها و هنرهای نمایشی
  - ۷۹۱ نمایش‌های عمومی
  - ۷۹۲ نمایش‌های صحنه‌ای
  - ۷۹۳ بازی‌ها و تفریح‌های سالنی
  - ۷۹۴ بازی‌های سالنی تخصصی
  - ۷۹۵ بازی‌های شانسی
  - ۷۹۶ بازی و ورزش در فضای باز
  - ۷۹۷ ورزش‌های آبی و هوایی
  - ۷۹۸ اسب‌سواری و مسابقه‌هایی که با استفاده از حیوان‌ها انجام می‌گیرد
  - ۷۹۹ ماهی‌گیری، شکار و تیراندازی

## ردهٔ ۸۰۰ – ادبیات
- ۸۰۰ ادبیات، بلاغت و نقد ادبی
  - ۸۰۰ ادبیات و بلاغت
  - ۸۰۱ فلسفه و نظریه
  - ۸۰۲ مطالب گوناگون
  - ۸۰۳ واژه‌نامه‌ها و دائرةالمعارف‌ها
  - ۸۰۴ به کار برده نمی‌شود 
  - ۸۰۵ پی‌آیندها (نشریات)
  - ۸۰۶ سازمان‌ها
  - ۸۰۷ آموزش، پژوهش و موضوعات وابسته
  - ۸۰۸ فن نگارش و بیان، مجموعه‌های ادبی بیش از یک زبان
  - ۸۰۹ تاریخ، توصیف و نقد و بررسی آثار ادبی بیش از یک زبان
- ۰فا۸ ادبیات فارسی (در اینجا با تفصیل بیشتری ببینید)
- ۸۱۰ ادبیات آمریکایی به زبان انگلیسی
  - ۸۱۱ شعر
  - ۸۱۲ نمایشنامه
  - ۸۱۳ داستان
  - ۸۱۴ مقاله‌ها
  - ۸۱۵ سخنرانی‌ها
  - ۸۱۶ نامه‌ها
  - ۸۱۷ طنز و هجو و هزل
  - ۸۱۸ نوشته‌های گوناگون ادبی
  - ۸۱۹ اختصاص داده نشده یا به کار برده نمی‌شود
- ۸۲۰ ادبیات زبان انگلیسی و زبان‌های انگلوساکسون
  - ۸۲۱ شعر انگلیسی
  - ۸۲۲ نمایشنامه انگلیسی
  - ۸۲۳ داستان انگلیسی
  - ۸۲۴ مقاله‌های انگلیسی
  - ۸۲۵ سخنرانی‌های انگلیسی
  - ۸۲۶ نامه‌های انگلیسی
  - ۸۲۷ طنز و هجو و هزل انگلیسی
  - ۸۲۸ نوشته‌های گوناگون ادبی انگلیسی
  - ۸۲۹ زبان‌های انگلیسی قدیم (انگلوساکسون)
- ۸۳۰ ادبیات زبان‌های ژرمنی؛ ادبیات آلمانی
  - ۸۳۱ شعر آلمانی
  - ۸۳۲ نمایشنامه آلمانی
  - ۸۳۳ داستان آلمانی
  - ۸۳۴ مقاله‌های آلمانی
  - ۸۳۵ سخنرانی‌های آلمانی
  - ۸۳۶ نامه‌های آلمانی
  - ۸۳۷ طنز و هجو و هزل آلمانی
  - ۸۳۸ نوشته‌های گوناگون ادبی آلمانی
  - ۸۳۹ ادبیات دیگر زبان‌های ژرمنی (توتونی)
- ۸۴۰ ادبیات زبان‌های رومانس؛ ادبیات فرانسوی
  - ۸۴۱ شعر فرانسوی
  - ۸۴۲ نمایشنامه فرانسوی
  - ۸۴۳ داستان فرانسوی
  - ۸۴۴ مقاله‌های فرانسوی
  - ۸۴۵ سخنرانی‌های فرانسوی
  - ۸۴۶ نامه‌های فرانسوی
  - ۸۴۷ طنز و هجو و هزل فرانسوی
  - ۸۴۸ نوشته‌های گوناگون ادبی فرانسوی
  - ۸۴۹ ادبیات زبان پروونسال و کاتالان
- ۸۵۰ ادبیات زبان‌های ایتالیایی، رومانیایی و رتورمانیک
  - ۸۵۱ شعر ایتالیایی
  - ۸۵۲ نمایشنامه ایتالیایی
  - ۸۵۳ داستان ایتالیایی
  - ۸۵۴ مقاله‌های ایتالیایی
  - ۸۵۵ سخنرانی‌های ایتالیایی
  - ۸۵۶ نامه‌های ایتالیایی
  - ۸۵۷ طنز و هجو و هزل ایتالیایی
  - ۸۵۸ نوشته‌های گوناگون ادبی ایتالیایی
  - ۸۵۹ ادبیات زبان‌های رومانیایی و رتورمانیک
- ۸۶۰ ادبیات زبان‌های اسپانیایی و پرتغالی
  - ۸۶۱ شعر اسپانیایی
  - ۸۶۲ نمایشنامه اسپانیایی
  - ۸۶۳ داستان اسپانیایی
  - ۸۶۴ مقاله‌های اسپانیایی
  - ۸۶۵ سخنرانی‌های اسپانیایی
  - ۸۶۶ نامه‌های اسپانیایی
  - ۸۶۷ طنز و هجو و هزل اسپانیایی
  - ۸۶۸ نوشته‌های گوناگون ادبی اسپانیایی
  - ۸۶۹ ادبیات زبان پرتغالی
- ۸۷۰ ادبیات زبان‌های ایتالیک؛ لاتین
  - ۸۷۱ شعر لاتین
  - ۸۷۲ نمایشنامه لاتین
  - ۸۷۳ داستان لاتین
  - ۸۷۴ مقاله‌های لاتینی
  - ۸۷۵ سخنرانی‌های لاتینی
  - ۸۷۶ نامه‌های لاتینی
  - ۸۷۷ طنز و هجو و هزل لاتینی
  - ۸۷۸ نوشته‌های گوناگون ادبی
  - ۸۷۹ ادبیات دیگر زبان‌های ایتالیک
- ۸۸۰ ادبیات به زبان‌های هلنی و یونانی کلاسیک
  - ۸۸۱ شعر کلاسیک یونان
  - ۸۸۲ نمایشنامه کلاسیک یونان
  - ۸۸۳ داستان کلاسیک یونان
  - ۸۸۴ مقاله‌ها کلاسیک یونان
  - ۸۸۵ سخنرانی‌ها کلاسیک یونان
  - ۸۸۶ نامه‌ها کلاسیک یونان
  - ۸۸۷ طنز و هجو و هزل کلاسیک یونان
  - ۸۸۸ نوشته‌های گوناگون ادبی کلاسیک یونان
  - ۸۸۹ ادبیات زبان‌های هلنی
- ۸۹۰ ادبیات دیگر زبان‌ها
  - ۸۹۱ ادبیات زبان‌های هند و اروپایی شرقی و سلتی
  - ۸۹۲ ادبیات زبان‌های آفریقایی-آسیایی (حامی و سامی)؛ زبان‌های سامی
  - ۸۹۳ ادبیات زبان‌های آفریقایی-آسیایی غیر سامی
  - ۸۹۴ ادبیات زبان‌های اورال آلتایی، سیبریایی و دراویدی
  - ۸۹۵ ادبیات زبان‌های شرقی و جنوب شرقی آسیا
  - ۸۹۶ ادبیات زبان‌های آفریقایی
  - ۸۹۷ ادبیات زبان‌های بومی آمریکای شمالی
  - ۸۹۸ ادبیات زبان‌های بومی آمریکای جنوبی
  - ۸۹۹ ادبیات زبان‌های سایر نواحی جهان

## ردهٔ ۹۰۰ –تاریخ؛جغرافیاو علوم وابسته
- ۹۰۰ تاریخ
  - ۹۰۰ تاریخ و جغرافیا
  - ۹۰۱ فلسفه و نظریه
  - ۹۰۲ مطالب گوناگون
  - ۹۰۳ واژه‌نامه‌ها و دائرةالمعارف‌ها
  - ۹۰۴ مجموعه گزارش‌های وقایع تاریخی
  - ۹۰۵ پی‌آیندها (نشریات)
  - ۹۰۶ سازمان‌ها و مدیریت
  - ۹۰۷ آموزش، پژوهش و موضوعات وابسته
  - ۹۰۸ تاریخ برحسب انواع اشخاص
  - ۹۰۹ تاریخ جهان
- ۹۱۰ جغرافیای عمومی و سیاحتنامه‌ها
  - ۹۱۱ جغرافیای تاریخی
  - ۹۱۲ تصاویر سطح زمین و سطح سایر کرات فرازمینی
  - ۹۱۳ جهان باستان
  - ۹۱۴ اروپا
  - ۹۱۵ آسیا
  - ۹۱۶ آفریقا
  - ۹۱۷ آمریکای شمالی
  - ۹۱۸ آمریکای جنوبی
  - ۹۱۹ سایر مناطق جهان
- ۹۲۰ سرگذشتنامه‌های عمومی، نسب‌شناسی، نشان‌ها و علائم رسمی
  - ۹۲۱–۹۲۸ این شماره‌ها برای سرگذشتنامه‌های در ارتباط با موضوعات خاص اختیاری است و رده‌بندی در رشته یا موضوعات مربوط ترجیح دارد.
  - ۹۲۹ نَسَب‌شناسی، نام‌ها و علایم رسمی
- ۹۳۰ تاریخ عمومی جهان باستان تا حدود ۴۹۹ میلادی
  - ۹۳۱ چین باستان
  - ۹۳۲ مصر باستان
  - ۹۳۳ فلسطین
  - ۹۳۴ هند باستان
  - ۹۳۵ بین‌النهرین و ایران باستان
  - ۹۳۶ اروپای شمالی و غرب شبه جزیره ایتالیا
  - ۹۳۷ شبه جزیره ایتالیا و مناطق همجوار
  - ۹۳۸ یونان باستان
  - ۹۳۹ دیگر مناطق جهان باستان
- ۹۴۰ تاریخ عمومی اروپا؛ اروپای غربی
  - ۹۴۱ بریتانیا
  - ۹۴۲ انگلستان و ولز
  - ۹۴۳ اروپای مرکزی؛ آلمان
  - ۹۴۴ فرانسه و موناکو
  - ۹۴۵ شبه جزیره ایتالیا و جزایر همجوار؛ ایتالیا
  - ۹۴۶ شبه جزیره ایبری و جزایر همجوار؛ اسپانیا
  - ۹۴۷ اروپای شرقی، روسیه شوروی
  - ۹۴۸ کشورهای اسکاندیناوی
  - ۹۴۹ سایر قسمت‌های اروپا
- ۹۵۰ تاریخ عمومی آسیا و خاور دور
  - ۹۵۱ چین و نواحی همجوار
  - ۹۵۲ ژاپن
  - ۹۵۳ شبه جزیره عربستان و نواحی همجوار
  - ۹۵۴ جنوب آسیا؛ هند
  - ۹۵۵ ایران (در اینجا با تفصیل بیشتری ببینید)
  - ۹۵۶ خاورمیانه (خاور نزدیک)
  - ۹۵۷ سیبری (روسیه آسیایی)
  - ۹۵۸ آسیای مرکزی
  - ۹۵۹ آسیای جنوب شرقی
- ۹۶۰ تاریخ عمومی آفریقا
  - ۹۶۱ تونس و لیبی
  - ۹۶۲ مصر و سودان
  - ۹۶۳ اتیوپی
  - ۹۶۴ سواحل شمال غربی آفریقا و جزایر نزدیک مراکش
  - ۹۶۵ الجزایر
  - ۹۶۶ آفریقای غربی و جزایر نزدیک آن
  - ۹۶۷ آفریقای مرکزی و جزایر نزدیک آن
  - ۹۶۸ آفریقای جنوبی و جزایر نزدیک آن
  - ۹۶۹ جزایر جنوبی اقیانوس اطلس
- ۹۷۰ تاریخ عمومی آمریکای شمالی
  - ۹۷۱ کانادا
  - ۹۷۲ آمریکای مرکزی؛ مکزیک
  - ۹۷۳ ایالات متحده آمریکا
  - ۹۷۴ شمال شرق ایالات متحده آمریکا
  - ۹۷۵ جنوب شرق ایالات متحده آمریکا
  - ۹۷۶ جنوب ایالات متحده آمریکا
  - ۹۷۷ شمال ایالات متحده آمریکا
  - ۹۷۸ شرق ایالات متحده آمریکا
  - ۹۷۹ دیگر جاهای ایالات متحده آمریکا
- ۹۸۰ تاریخ عمومی آمریکای جنوبی
  - ۹۸۱ برزیل
  - ۹۸۲ آرژانتین
  - ۹۸۳ شیلی
  - ۹۸۴ بولیوی
  - ۹۸۵ پرو
  - ۹۸۶ کلمبیا و اکوادور
  - ۹۸۷ ونزوئلا
  - ۹۸۸ گویان
  - ۹۸۹ پاراگوئه و اوروگوئه
- ۹۹۰ تاریخ عمومی سایر مناطق
  - ۹۹۱ به کار برده نمی‌شود 
  - ۹۹۲ به کار برده نمی‌شود 
  - ۹۹۳ زلاند نو
  - ۹۹۴ استرالیا
  - ۹۹۵ ملانزی؛ گینه نو
  - ۹۹۶ سایر قسمت‌های اقیانوس آرام؛ پولینزی
  - ۹۹۷ جزایر اقیانوس اطلس
  - ۹۹۸ جزایر قطب شمال و قطب جنوب
  - ۹۹۹ جهان‌های فرازمینی